# Ramocsa
Ramocsa es un pueblo ubicado en el condado de Zala, Hungría.

## Superficie
Posee una superficie de 2,73 kilómetros cuadrados.

## Demografía
Hasta 2021 la población era de 36 habitantes, con una densidad de población de 13,18 habitantes por kilómetro cuadrado. En 2011 el 97,1% de la población estaba conformada por húngaros y la religión predominante era el calvinismo.